# Théorème de Frobenius (algèbre)
Pour les articles homonymes, voir Théorème de Frobenius.
En mathématiques, plus spécifiquement en algèbre, le théorème de Frobenius, démontré par Ferdinand Georg Frobenius en 1877, caractérise les algèbres associatives à division de dimension finie sur le corps commutatif ℝ des réels. Il n'y en a que trois, (à isomorphisme près) : le corps ℝ des réels, celui ℂ des complexes et le corps non commutatif ℍ des quaternions.
Le théorème de Frobenius généralisé de Hurwitz établit que si l'on enlève les contraintes d'associativité et de finitude mais qu'on rajoute celle d'être une algèbre de composition, on ne trouve qu'une quatrième ℝ-algèbre à division : celle des octonions.

## Démonstration
On peut remplacer les hypothèses « à division » et « de dimension finie » de l'énoncé par les hypothèses plus faibles « sans diviseur de zéro » et « algébrique ».
Soient donc D une ℝ-algèbre associative sans diviseur de zéro, algébrique sur ℝ mais non réduite à ℝ, x un élément non réel de D, et C = ℝ[x].
Alors, C est une extension algébrique stricte de ℝ, donc est isomorphe à ℂ. Notons i l'une des deux racines carrées de –1 dans C. L'automorphisme intérieur associé à i est une involution, donc diagonalisable en tant qu'endomorphisme d'espace vectoriel sur ℝ :
où D+ et D– désignent respectivement les espaces propres associés à 1 et –1 :
Le sous-espace D+ est une extension de C, algébrique donc réduite à C. Par conséquent, si le sous-espace D– est nul alors D est isomorphe à ℂ.
Si D– est non nul, soient y un élément non nul de D– et (comme précédemment) j l'une des deux racines carrées de –1 dans l'algèbre ℝ[y] = ℝ + ℝy. Puisque y2 appartient à la fois à cette algèbre et à D+, il est réel. On en déduit que j est un multiple réel de y, donc appartient à D–. La bijection d↦dj échange D+ = C et D–, si bien que
avec k = ij = –ji, et D est alors isomorphe à ℍ.

## Interprétationcohomologique
Ce théorème possède l'interprétation moderne suivante. Les ℝ-algèbres associatives à division de dimension finie sont les algèbres centrales à division sur les extensions finies de ℝ. Elles correspondent donc aux éléments des deux groupes de Brauer Br(ℝ) et Br(ℂ). L'unique élément du groupe trivial Br(ℂ) correspond à la ℂ-algèbre ℂ, et les deux éléments du groupe Br(ℝ) correspondent aux deux ℝ-algèbres ℝ et ℍ.